# Mikulovac
Mikulovac (cyr. Микуловац) – wieś w Serbii, w okręgu toplickim, w mieście Prokuplje. W 2011 roku liczyła 317 mieszkańców.